# اریش فلگیبل
اریش فلگیبل (به آلمانی: Erich Fellgiebel) (زاده ۴ اکتبر ۱۸۸۶- مرگ ۴ سپتامبر ۱۹۴۴)یک ژنرال آلمانی در دوره رایش سوم و رئیس ارتباطات نیروهای ارتش بود.
وی به جرم شرکت در کودتای ۲۰ ژوئیه اعدام شد.